# Gustave Thalberg
Gustaf "Gustave" Johannes Thalberg, född 19 oktober 1854 i Säbrå socken, död 22 augusti 1917 i Stockholm, var en svensk konsertledare och impressario.

## Biografi
Gustave Thalberg var son till kontraktsprosten Johan Thelberg och friherrinnan Ulrika Augusta Emilia Hummerhielm. Efter mogenhetsexamen i Stockholm 1875 studerade han vid Uppsala universitet 1876–1885. Redan under denna tid deltog han livligt i Uppsalas musikliv. 1885 öppnade han en konsertbyrå i Stockholm men begav sig kort därefter till USA, där han en tid var verksam som solist i en kyrkokör. 1886 kom han i kontakt med den kände impressarion James Burton Pond och anställdes av denne som agent. 1890 blev Thalberg sin egen företagare och vann snart anseende som en av sin tid främsta konsertarrangörer. Han ledde ett stort antal turnéer för berömda sångare och musiker, bland annat den berömda Luttemanska kvartettens konsertresor i ett flertal länder. Bland övriga turnéer, som Thalberg ordnade, märks Lunds studentsångförenings och Norska Studentersangforenings framgångsrika sångarfärder i USA 1904 och 1905 samt den svensk-amerikanska elitkörens turné i Sverige 1910. Thalberg gjorde även en stor insats för spridandet av svensk musik i utlandet och utländsk musik i Sverige. Hans verksamhet omfattade även föredragsresor av vetenskapsmän och författare. 1906 återvände Thalberg till Sverige och bosatte sig i Stockholm. De senare åren av sitt liv ägnade han åt populär föreläsningsverksamhet och utgav bland annat 1906 Bland "stjärnor". En svensk impressarios erinringar från artistlif, resor och äfventyr i främmande länder (2:a upplagan 1910) samt Artistprofiler och impressariohistorier: pikanta inblickar i artistlifvet (1915).